# Kurt-Schumacher-Platz (stacja metra)
Kurt-Schumacher-Platz – stacja metra w Berlinie na linii U6, w dzielnicy Reinickendorf, w okręgu administracyjnym Reinickendorf. Stacja została otwarta w 1956 roku.